# Wilma De Angelis
Wilma De Angelis (Milano, 8 aprile 1930) è una cantante e conduttrice televisiva italiana.

## Biografia

### Carriera

#### Gli esordi e debutto a Sanremo
Wilma De Angelis studia canto fin da giovanissima con il Maestro Di Ceglie e, successivamente, con il Maestro Rusconi. Dopo varie esibizioni nei maggiori night milanesi, nel 1952 firma il suo primo contratto discografico con l'etichetta Vis Radio di Aldo Scoppa, per la quale, per un periodo di quattro anni, s’impegna a registrare dischi in coppia con Maria Dattoli sotto il nome di Duo Vocale Vis.
Così, tra il 1952 e il 1956, la cantante si esibisce alla radio con l’Orchestra Conte, partecipando a numerose rubriche di successo con Claudio Villa, Gloria Christian e Piero Ciardi. Inoltre, come Duo Vocale Vis, incide una gran quantità di 78 giri, tra cui Batuque no morzo, Batuque na favela, Buffi e biribiffi, Mambo del trenino, Vaya con Dios, Sugarbusch, Non cambierà il mio nome, L’alfabeto dell’amore, ecc.
Nel 1956, dopo la registrazione del disco Bell’amore la la là in duetto con Gloria Christian, il Duo Vocale Vis si scioglie. Maria Dattoli, dopo qualche altra performance e qualche altro disco in duetto con Gianni Gugelmetto, si ritira a vita privata.
Wilma De Angelis intraprende la carriera di solista. Nel 1956 vince a Boario Terme il titolo di "Reginetta del Jazz italiano", con le interpretazioni di My Funny Valentine, Summertime, A Foggy Day.
Accompagnata dal Maestro Walter Malgoni, noto autore milanese, nel 1957 registra quattro pezzi completamente diversi affinché si potesse proporli a una casa discografica. Incide dunque un extended play (q disc) con la Philips che le offre un contratto discografico. Nello stesso anno è richiesta la sua partecipazione al Festival Jazz di Sanremo, che si svolgeva una settimana prima del Festival della canzone italiana. Qui viene notata dal Maestro William Galassini, che la scrittura nella sua formazione per una serie di spettacoli radiofonici trasmessi dalla Rai.
Nel frattempo la Philips punta su Wilma come interprete di famose canzoni italiane già cantate da altri cantanti, facendole incidere per il mercato estero, in particolare quello olandese, una serie di 45 giri tra cui Casetta in Canadà e A Venezia in carrozzella, con le quali ottiene ottimi riscontri nei Paesi Bassi. Intanto Wilma si esibisce al Santa Tecla e al Nuovissimo Olimpia di Milano, partecipando inoltre al Festival Città di Roma.
In seguito viene scritturata dalla Rai di Torino per alcuni spettacoli con l'Orchestra di Galassini, nel 1958. Nel frattempo Wilma collabora con alcuni compositori per incidere delle lacche che gli autori presentavano poi a svariati concorsi. Successivamente partecipa alla "Sei giorni della Canzone" a Milano dove ha modo di cantare dal vivo insieme a Mina, Giorgio Gaber, Adriano Celentano, Miranda Martino e Tony Renis. Per lo spettacolo di fine anno, la Rai (allora agli albori) ingaggia Wilma e Jula de Palma per allietare gli spettatori del teatro Principe di Savoia a Torino.

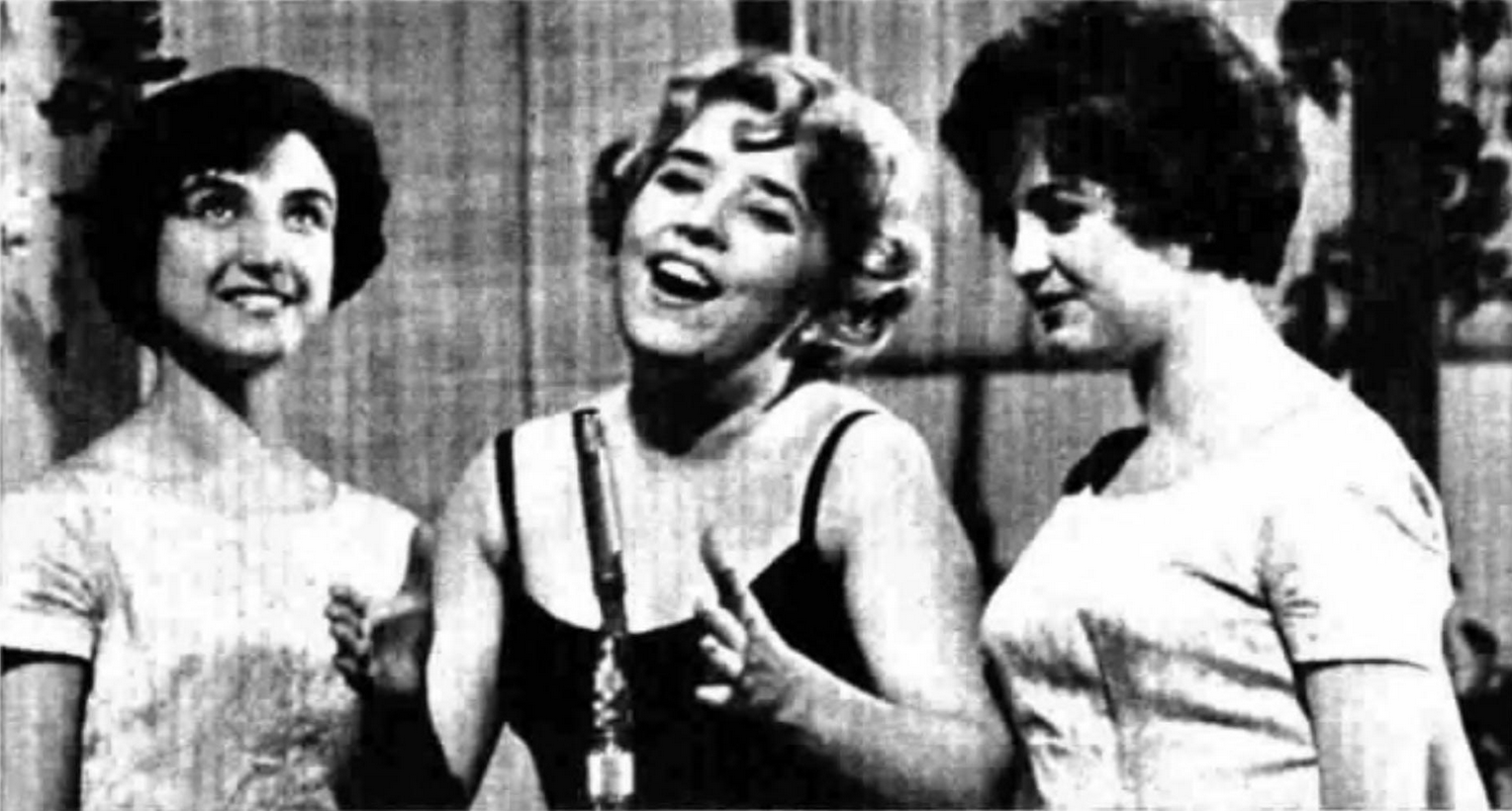
Wilma De Angelis (al centro) con il Duo Jolly al Festival di Napoli 1959

Debutta al Festival di Sanremo nel 1959, interpretando il brano Nessuno, ripetuto da Betty Curtis, e Per tutta la vita, proposta anche da Jula de Palma. Questa partecipazione dà enorme popolarità alla cantante, che viene invitata anche al festival di Napoli per interpretare Cerasella, in coppia con Gloria Christian. Nello stesso anno partecipa al Festival Calabrese della Canzone Italiana di Vibo Valentia, dove con la canzone "Possibile che un bacio" si classifica al quarto posto. Questi brani conquistano le classifiche e Wilma diventa una beniamina del pubblico. Partecipa inoltre con successo al programma radiofonico "Il traguardo degli assi", condotto da Corrado. Wilma prende parte anche a "Buone vacanze", varietà televisivo ideato da Gorni Kramer e dal regista Antonello Falqui.
Successivamente si presenta alla prima edizione del Festival del Musichiere con il brano Soltanto tu, che si piazza al terzo posto. Canta anche a Canzonissima 1959, giungendo in finale. In questa occasione duetta con Mina sulle note di Nessuno.

#### "Miss patatina della canzone italiana"

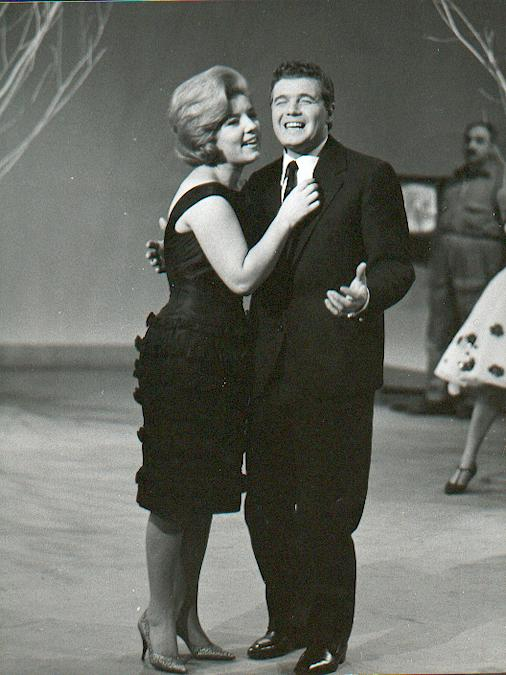
Wilma De Angelis e Joe Sentieri al Festival di Sanremo 1960 con la canzone Quando vien la sera

Siamo nel 1960 quando Wilma partecipa nuovamente al Festival di Sanremo con il brano Quando vien la sera, piazzandosi al terzo posto assieme a Joe Sentieri e con anche Splende l'arcobaleno, ripetuta da Gloria Christian.
Successivamente gareggia al Festival di Napoli interpretando 'O prufessore ’e Carulina e S'è avutato ’o viento con la quale entra di diritto in finale. Inoltre è tra i partecipanti del festival del Musichiere, condotto da Mario Riva interpretando il brano Corriamoci incontro composto per lei da Domenico Modugno classificandosi al secondo posto.
Verso la fine dell'anno interviene a Canzonissima ottenendo un plebiscito di voti che la fanno giungere in finale ed ottiene in quell'anno anche uno strepitoso successo con il 45 giri La ruota dell'amore. Nello stesso anno prenderà parte alla seconda edizione di "Buone vacanze" vincendo il "Juke box d'Oro 1960".
Il 1961 è un anno intenso di soddisfazioni per la cantante milanese che all'inizio partecipa nuovamente al Festival di Sanremo presentando Patatina, un brano di Gianni Meccia ripetuto dallo stesso autore. Il pezzo, pur non accedendo alla finale, conquista il pubblico con un successo di vendite, divenendo ancora oggi un evergreen.
Tale successo è così strepitoso che le verrà coniato l'appellativo di "Miss Patatina" e de "la Patatina della canzone Italiana". Torna ad esibirsi al Festival di Napoli, dove presenta Serenella, melodia composta da Amedeo Pariante e Uh che cielo duettata con Gino Latilla.
Si presenta successivamente al Festival di Zurigo con il brano Lettera d'amore. Inoltre incide alcuni 45 giri di successo come Gin gin gin, Il mio amore è un bersagliere e La sceriffa dell'Arkansas. Ritorna poi a gareggiare al festival di Sanremo interprete di un ottimo brano swingante I colori della felicità e con Lumicini rossi, ripetuta anche da Lucia Altieri nel 1962.
Nuovamente si presenta al Festival di Zurigo con ottimi risultati dove interpreta Scritta su un albero e arriva in finale a Canzonissima 61/62 con il brano Non puoi impedirmi d'amar cover di Mezzanotte a Mosca. La cantante è in scena per l'ultima volta sul palco al Festival di Sanremo, nel 1963, dove propone Non costa niente un raffinato e surreale brano di Diego Calcagno ripetuto da Johnny Dorelli con il quale accede alla finale ed inoltre Se passerai di qui, scritta dal maestro Angelo Camis, ripetuto da Flo Sandon's.
Partecipa al "Festival Disney" una gara di composizioni dedicate all'infanzia con il brano Gambadilegno senza ritegno, composto da Tony De Vita. Nello stesso anno ottiene un discreto successo con il singolo Ritornerò a Roma.
Tiepido successo ottengono anche le canzoni Ali baba ciami composta da Gorni Kramer, Mi piace la musica di Virgilio Savona e Tata Giacobetti, Saprò sorridere di Bruno Pallesi e Timido del maestro Taccani.
Prende parte poi a "Studio Uno", spettacolo della Rai, nell'edizione 1964, nella famosa "Biblioteca" del Quartetto Cetra, sipario nel quale il complesso faceva delle parodie ad alcune pagine note di letteratura e cinema.
La cantante recita nella "Storia di Rossella O'Hara". Qualche successo ottengono le canzoni Amore nella conchiglia e Se devi andare.
Intanto Wilma desiderosa di proseguire la sua carriera musicale rinnova il contratto con la Philips per cinque anni, nel 1965, ma la casa discografica è interessata a nuove leve della canzone e non le farà incidere nulla. Per l'artista inizia così un lungo periodo in ombra, fatto solo di concerti e tournée estere, per lo più in Paesi Bassi e Danimarca, dove comunque ha raggiunto una discreta notorietà.
Finite le tournée nel nord Europa, firma poi un nuovo contratto italiano con la Starlet per la quale incide Io so già che tornerai, nel 1966, uno scatenato motivo yè yè col quale ottiene un lusinghiero successo alla decima edizione del Festival di Zurigo. Pubblica anche l'album "LP bailar-12 successi latino-americani" inciso per la CDI. I brani Garçon e I ragazzi nell'amore ottengono un discreto successo.

#### Nuovi album e le conduzioni televisive
Dopo aver firmato un nuovo contratto discografico con la Boom nel 1970 torna al Festival di Napoli con O cavalluccio russo russo ottenendo un grande consenso di critica.
Nello stesso anno incide La storia di un amore sbagliato e I quattro muri scrostati. Torna in sala d'incisione dopo avere firmato un nuovo contratto con la Spark, nel 1976. Per questa casa incide La donna che ti vuole bene e Tua.
Nel 1978 partecipa allo spettacolo televisivo di Paolo Limiti Lasciami cantare una canzone, condotto da Nunzio Filogamo.
Inoltre è protagonista del grande spettacolo ripreso dalla Rai dal Teatro Sistina di Roma per festeggiare "i favolosi anni cinquanta". Ottiene un nuovo contratto con la Polaris ed incide Bocciolo di rosa.
In seguito ad una fortunata idea, insieme all'amico Paolo Limiti, nel 1979 su Telemontecarlo nasce una collaborazione artistica che la vedrà conduttrice per anni di alcune rubriche culinarie.
Limiti, in quegli anni direttore artistico di rete e autore di un programma in onda tutti i giorni nel palinsesto della rete, le offre di condurlo.
Per Wilma dunque inizia una nuova esperienza nella conduzione televisiva con Telemenù in seguito diventato Sale, pepe e fantasia, che andrà in onda per diciotto anni consecutivi, anche con una collocazione all'interno del salotto di Luciano Rispoli, Tappeto volante. Inoltre propone format diversi in tale tematica come La spesa di Wilma, Complimenti allo chef, A pranzo con Wilma, dove la cantante-conduttrice, ospita ed intervista numerosi vip dello spettacolo e della politica; riprendendo il format Pranzo in TV ideato e condotto proprio da Rispoli per la Rai nei primi anni ottanta.

#### "Oldies" e la televisione
Gli anni ottanta si aprono per Wilma con la partecipazione nel 1981 al cast del recital teatrale Avanti c'è musica, con Nilla Pizzi e Narciso Parigi. Wilma torna anche sul mercato discografico con l'album realizzato da Ricky Gianco "Questi pazzi pazzi Oldies", dove rivisita a tempo di swing alcune pagine indimenticabili della canzone italiana.
Lo fa assieme al gruppo "Gli Oldies", costituito da alcuni suoi colleghi: Ernesto Bonino, Claudio Celli, Nicola Arigliano e Cocky Mazzetti. Con questa formazione, alla Vela di Riva del Garda presenta con successo Il pinguino innamorato. Con "Gli Oldies" partecipa in seguito alla trasmissione "Premiatissima", della rete Fininvest, condotta con successo da Amanda Lear.
Ancora insieme a "Gli Oldies", è ospite fissa di un programma condotto da Ric e Gian sull'emittente Antennatre.
Nel 1984 è ospite del programma musicale Rai "L'università della canzonetta". Nel 1988, dato il successo come conduttrice esperta di cucina, Wilma pubblica il suo primo libro di ricette: "Le mille meglio".
Nel 1989 fa parte del cast della fiction televisiva "I Promessi Sposi".

#### "Simpaticissima 94" e le pubblicazioni di cucina
Nei primi anni novanta interviene a Il caso Sanremo, varietà sulla storia del Festival condotto da Renzo Arbore e Lino Banfi, e a C'era una volta il Festival condotto da Mike Bongiorno. È durante il 1992, sull'onda dei successi televisivi come conduttrice di programmi di cucina, che Wilma torna a pubblicare il suo secondo libro: Quando cucina Wilma, edito da Bernardini.
Nel 1994 pubblica per la De Agostini l'enciclopedia In cucina con fantasia, in 60 volumi.
Interpretando una personalissima versione di Lola, viene eletta "La simpaticissima 94" nell'omonimo spettacolo televisivo condotto da Gerry Scotti su Rete 4.
Nel 1995 pubblica per la De Agostini i libri Dolci e decorazioni e La mia cucina a microonde. Rientra anche in sala d'incisione, per un nuovo album intitolato La mia vita veste in rosa.
Pubblica per la De Agostini i libri Verdissimo e Tesori in cucina, con cui dimostra una volta ancora la sua profonda cultura culinaria.
Nel 1994 esce l'album Innamorarsi con Wilma, dove interpreta brani di cantautori italiani in voga in quel periodo.
Ormai lanciata nella conduzione, presenta sul circuito televisivo Odeon TV e Cinquestelle il programma Wilma e contorni.
Dal 1997 al 2000 è nel cast dei programmi televisivi di successo dell'amico Paolo Limiti Ci vediamo in TV e Alle due su RAI 1, dove interpreta canzoni di varie epoche. Da queste partecipazioni sono tratti cd, venduti in edicola.
Partecipa allo sceneggiato televisivo Un giorno fortunato.
Su TMC conduce con Benedicta Boccoli il programma Due come noi.
Pubblica per la De Agostini Buongiorno con Wilma.
Dal 1998 al 2000 conduce il programma televisivo Sabato 4, su Rete 4.

#### "La Cecca del Carnevale Milanese" e varie partecipazioni
Dal 2000 la De Angelis interpreta La Cecca, figura storica del Carnevale Milanese.
"La Cecca" è la maschera tipica milanese ed apre ogni anno il carnevale ufficiale della Città. Inoltre partecipa al rifacimento dello sceneggiato televisivo "Giamburrasca", trasmesso dalle reti Fininvest.
Wilma viene invitata a partecipare al Milanocanta proponendo una personale versione di Oh mia bella Madonnina.
Partecipa nel 2002 allo spettacolo "Viva Napoli" condotto da Mike Bongiorno e Loretta Goggi per Rete 4 interpretando O' Ciucciariello. È inoltre testimonial per dei corsi di informatica rivolti alla terza età dal 2003. Dal 2004 è costantemente invitata come ospite alle maggiori trasmissioni di successo. Partecipa infatti alla trasmissione di Giorgio Panariello Ma il cielo è sempre più blu.
Di rilievo anche la sua partecipazione al programma di Fiorello, Stasera pago io, edizione 2004, dove insieme alle colleghe Carla Boni e Betty Curtis si diverte intonando una simpatica versione della popolare canzone Vita Spericolata, famoso pezzo del collega cantautore Vasco Rossi; quindi con l'amica Betty Curtis e Fiorello canta uno dei suoi "cavalli di battaglia" Nessuno e quindi scherzando tutte e tre le cantanti in coro si congedano al pubblico con Satisfaction dei Rolling Stones. Fiorello amichevolmente dirà che "insieme ...tutte e tre ....fanno più casino delle... Spice Girls"
Invitata partecipa anche al programma pomeridiano L'Italia sul Due, interpretando I migliori anni della nostra vita del collega Renato Zero, nel 2007. Prende parte alla trasmissione in prima serata su Rai Uno I migliori anni nel 2008, programma di Carlo Conti con grande successo di ascolti, cantando vari pezzi del suo repertorio.
Come amica e collega, viene chiamata a partecipare alla trasmissione in prima serata su Rai 2 Minissima 2010 condotta da Paolo Limiti tributo a Mina in occasione del suo 70º compleanno, nel marzo del 2010. Con l'occasione va in onda un gustoso duetto dell'epoca (1959) con Mina, in cui le due amiche-cantanti si alternano cantando Nessuno. Il programma serale in onda su Rai Uno "Ciak si Canta" la vede gareggiare nell'aprile 2010 nella trasmissione in cui, in un divertente videoclip, ripropone il brano evergreen "Nessuno", tenendo il simpatico e sempre richiesto duetto con Mina del 1959 come sfondo al videoclip e guadagnandosi così inaspettatamente la finale.

#### Anni 2010 e 2020
Nonostante l'avanzare dell'età, è spesso richiesta in tv come ospite di qualche talk show o programma musicale della Rai e di Mediaset. Venerdì 5 novembre 2010 partecipa a I migliori anni, trasmissione condotta da Carlo Conti, cantando Patatina (1961), canzone che la portò al successo.
Mercoledì 1º dicembre 2010 è ospite di Se... a casa di Paola, programma condotto da Paola Perego, dove canta Dimmi di sì, cover di Bad Romance di Lady Gaga, ottenendo un inaspettato successo, soprattutto per l'esibizione e il testo considerati "trash". Il regista Fausto Brizzi le propone di prendere parte, con una partecipazione, al film Femmine contro maschi del 2011, dove interpreta la parte della simpatica nonna Clara.
La De Angelis è presente anche nel cast del programma Domenica in 2010-2011. Nel 2012 torna in cucina su La7 come ospite ne I menù di Benedetta. Negli anni successivi conduce telepromozioni in coppia con Giorgio Mastrota. Venerdì 19 maggio 2017 partecipa a I migliori anni condotto da Carlo Conti cantando Quando vien la sera, brano con cui si era classificata al terzo posto al Festival di Sanremo del 1960. In questa occasione viene anche festeggiata per i 65 anni di carriera raggiunti.
Nel gennaio 2020, dopo averla invitata a partecipare con altri cantanti del passato al galà del 3 febbraio per i 70 anni del Festival di Sanremo, la Rai ritira la proposta senza motivo. Per rimediare a questo spiacevole episodio Mara Venier, in diretta telefonica con Wilma su Radio2 Rai durante il programma "Chiamate Mara 3131", decide di invitare la cantante per celebrarla nella puntata di "Domenica in" trasmessa dal Teatro Ariston il giorno successivo alla finale del Festival.
Il 28 gennaio e il 4 febbraio 2024 partecipa in diretta come ospite del programma di Mara Venier Domenica in e canta live con ottima voce e intonazione nonostante i quasi 94 anni i suoi successi Nessuno, Patatina, Quando vien la sera ed inoltre Vola colomba in ricordo di Nilla Pizzi.
Il 6 aprile 2024, ospite de I Migliori Anni, lo show del sabato sera di RAI1, incanta il pubblico cantando dal vivo, con sicurezza e padronanza del palco, le sue canzoni Patatina e Nessuno, con nuovi arrangiamenti fatti dall'orchestra di Pinuccio Pirazzoli.

## Discografia parziale

### Album
- 1959: Juke box (Philips, P 10675 R)
- 1966: Bailar - 12 successi latino - americani (CDI, CALP 2027)
- 1996: Innamorarsi con Wilma (Saar, 22131)

### Musicassette
- 1985: Bisognerebbe non avere un cuore (Edizioni Bang Bang)
- 1998: Le canzoni del buongiorno (DeAgostini)

#### Album con gli Oldies
- 1982: Questi pazzi pazzi Oldies (RCA Italiana, PL 31667)

#### Album con altri interpreti
- 1959: Gigi - Le canzoni originali del film (Philips, P 10676 R; i brani interpretati da Wilma: I Parigini – Brindiamo col vecchio champagne, insieme a Liliana Feldmann e Arturo Testa – Ti chiedo una preghiera)
- 1959: Sagra della canzone nova – Assisi 1959 (Philips, P 08507 L; i brani interpretati da Wilma: Pupetti e angioletti – Lui cantava lei suonava – I bimbi sognano)
- 1960: Tutto Sanremo 1960 (Philips, 431 029 PR; i brani interpretati da Wilma: Quando vien la sera – Splende l'arcobaleno)
- 1961: Sanremo Festival 1961 - Recorder in Italy (Epic Stereorama; i brani interpretati da Wilma: Patatina)
- 1961: Sagra della canzone nova – Assisi 1961 (Philips, MP 4001 L; i brani interpretati da Wilma: I sogni degli angeli – Col cavallo di S. Francesco – Un dono – Vengo anch'io)
- 1962: The Golden Record n. 2 (Philips, P1322L; compilation della Philips per festeggiare il disco d'oro, contiene 14 brani di grande successo internazionale interpretati da altrettanti grandissimi artisti, tra cui Percy Faith, Johnny Ray, Johnny Desmond, Los Paraguayos, Ray Conniff; Wilma De Angelis interpreta Uno a te, uno a me, cover di Les enfants du Pirée)
- 1971: Milan... la nebbia (Polaris, Pol BP 707; Wilma interpreta I Port de Milan)
- 1980: Milano canta a Inverigo (Carosello, PLP 315; Wilma interpreta Con ti me troeuvi no, Faccia da malmostos e Ona tosa)

### EP
- 1957: Sabbia/T'aggia di 'na cosa/Luna-lù/Il primo bacio al chiar di luna (Philips, 421 807 PE)
- 1957: A Venezia in carrozzella/T'aggia di 'na cosa/Casetta in Canadà/Il primo bacio al chiar di luna (Philips, 421 817 PE)
- 1958: Little darlin'/Calypso melody/Domenica è sempre domenica/La vita è fatta di piccole cose (Philips, 421 857 PE)
- 1958: Una casa portuguesa/Domenica è sempre domenica/La vita è fatta di piccole cose/Calypso melody (Philips, 421 875 PE)
- 1958: Juke Box/Parole d'amore/Questo nostro amore/Non ti potrò scordare (Philips, 421 893 PE)
- 1959: Songs of the Sanremo Song Festival 1959 (Philips, 431 002 PE)
- 1959: Cerasella/Esta noche/Mi perderò/Kiss me (Philips, 431 024 PE)

### Singoli
- 1957: Una casa portuguesa/Dice la coccinella (Philips, 363 190 PF)
- 1957: Luna-lù/T'aggia a dì ‘na cosa (Philips, 363 197 PF)
- 1957: Casetta in Canadà/A Venezia in carrozzella (Philips, 363 245 PF)
- 1958: La grande carrettiera/Stornello dispettoso (Philips, 363 305 PF)
- 1958: Come prima/No Jazz (Philips, 363 335 PF)
- 1958: Ti dirò/Dolce abitudine (Philips, 363 336 PF)
- 1959: Per tutta la vita/ (Philips, 363 374 PF)
- 1959: Un Bacio Sulla Bocca/Nessuno (Philips, 363 375 PF)
- 1959: Lì per lì/Una marcia in fa (Philips, 363 382 PF)
- 1959: Mi perderò/Basime cussì (Philips, 363 394 PF)
- 1959: Esta Noche/Suonavamo un blues (Philips, 363 401 PF)
- 1959: Kiss me/Venus (Philips, 363 403 PF)
- 1959: Cerasella/Napule 'ncoppa 'a luna (Philips, 363 407 PF)
- 1959: Quando i grilli cantano/Nessuno sa (Philips, 363 423 PF)
- 1960: Soltanto tu/Violette (Philips, 363 444 PF)
- 1960: C'è sempre un ma/Non cambierò (Philips, 363 450 PF)
- 1960: Quando vien la sera/Perdoniamoci (Philips, 363 460 PF)
- 1960: Tu m'hai steso con un beso/Luna nuova (Sul Fuji Yama) (Philips, 363 480 PF)
- 1960: 'O prufessore e Carulina/S'è avutato 'o viento (Philips, 363 487 PF)
- 1960: Uno a te, uno a me/Milord (Philips, 363 508 PF)
- 1960: Facciamo la pace/Tu sei simile a me (Philips, 363 518 PF)
- 1960: Valentino/La ruota dell'amore (Philips, 363 537 PF)
- 1960: Gigogin' 61/Il mio amore... è un bersaglier! (Philips, 363 551 PF)
- 1960: Parisienne/La fortuna (Philips, 363 554 PF)
- 1960: Ho smarrito un bacio/Sogni di sabbia (Philips, 363 555 PF)
- 1961: Patatina/Carolina, dai (Philips)
- 1961: Serenella/Uh! Che cielo (Philips, 363 565 PF)
- 1961: Non promettere/Poco, poco (Philips, 363 592 PF)
- 1962: Lumicini rossi/I colori della felicità (Philips)
- 1962: Buonanotte Via Veneto/Ritornerò a Roma (Philips, 363 614 PF)
- 1962: Brigantella/Sentimentale (Philips, 363 619 PF)
- 1962: Alì Babà...ciami/Mi piace la musica (Philips, 363 622 PF)
- 1962: Lettera d'amore/Gin gin gin (Philips, 363 629 PF)
- 1963: Non costa niente/Se passerai di qui (Philips, 363 634 PF)
- 1963: Ma dove?/Ti amo (Philips, 363 663 PF)
- 1964: Amore nella conchiglia/Se devi andare (Philips, 363 686 PF)
- 1964: Garcon/I ragazzi nell'amore (Philips, 363 695 PF)
- 1966: Io so già che tornerai/Se vivrai con me (Starlet, AF-0031)
- 1968: Al papà/Mamma (Stella Mattutina, 2850)
- 1970: La storia di un amore sbagliato/I quattro muri scrostati (Boom, WDA 1002)
- 1970: 'O cavalluccio russo russo/Ma Jolie (Boom, WDA 1003)
- 1976: La donna che ti vuole bene/Tua (Spark, AC 836)
- 1976: Nessuno/Bocciolo di rosa (Polaris, FK 30)
- 1978: Cuore mio/Non tentare di bussare (New Star Records, NSR 1185)
- 1979: Lacrime/Decidi tu, decido io (New Star Records, NSR 1189)
- 1979: C'è il ballo liscio/Lacrime (New Star Records, NSR 1195)
- 1979: Com'era verde il domani/Non si può dire (New Star Records, NSR 1203)
- 1979: Dimmi che/Questa sera (New Star Records, NSR 1206)
- 1979: Dolce amore incanto/Amore torna (New Star Records, NSR 1210)
- 1979: Bella Milan/Veggia Milan (Zom, Z 002)
- 1979: Pupazzo di neve/Io me ne andrò (Ariston Records, AR/00910)
- 1980: Suona maestro/Sempre noi (New Star Records, NSR 1222)
- 1980: Por Navili de Milan/La bella mora (New Star Records, NSR 1227)
- 1980: I ragazzi del disco/ Ti aspetto amore (New Star Records, NSR 1230)
- 1981: Amore vero/Il Papa del sorriso (New Star Records, NSR 1233)
- 1985: Vacanze a Milano/Diglielo in milanese (Comune di Milano, RM 004)

#### Flexy-disc
I flexy-disc sono incisi da un solo lato e allegati in omaggio alla rivista Il Musichiere:
- 1959: Brivido blu (The Red Record, N. 20016) (Il Musichiere N° 27, 9 luglio)
- 1959: Kiss Me, Kiss Me (The Red Record, N. 20034) (Il Musichiere N° 45, 12 novembre)
- 1960: "A" come amore (The Red Record, N. 20060) (Il Musichiere N° 71, 12 aprile)
- 1960: Briciole di baci (The Red Record, N. 20078) (Il Musichiere N° 89, 10 settembre)
- 1960: Splende il sole (The Red Record, N. 20094) (Il Musichiere N° 105, 31 dicembre)

### Partecipazioni al Festival di Sanremo
- 1959 Per tutta la vita (A.Testa-Spotti) in coppia con Jula de Palma (non finalista)
- 1959 Nessuno (De Simoni-Capotosti) in coppia con Betty Curtis (8º posto)
- 1960 Quando vien la sera (A.Testa-C.A.Rossi) in coppia con Joe Sentieri (3º posto)
- 1960 Splende l'arcobaleno (Di Ceglie-Tumminelli) in coppia con Gloria Christian (non finalista)
- 1961 Patatina (Meccia-Migliacci) in coppia con Gianni Meccia (non finalista)
- 1962 I colori della felicità (Sciorilli-Ranzato) in coppia con Tanya (non finalista)
- 1962 Lumicini rossi (Fabor-Testoni) in coppia con Lucia Altieri (non finalista)
- 1963 Non costa niente (Sciorilli-Calcagno) in coppia con Johnny Dorelli (4º posto)
- 1963 Se passerai di qui (Testoni-Camis) in coppia con Flo Sandon's (non finalista)

## Programmi televisivi
- La Parola d'oro (1978)
- Il Bolero della sera (Telemontecarlo, 1979)
- Telemenù (Telemontecarlo, 1979-1997)
- Sale, pepe e... fantasia (Telemontecarlo, 1987-1996)
- A pranzo con Wilma (Telemontecarlo, 1990-1993)
- C'era una volta il festival  (Canale 5, 1990) Concorrente
- In viaggio con Piacere Italia (Telemontecarlo, 1992)
- Simpaticissima (Canale 5, 1992, 1994) Concorrente
- Complimenti allo Chef (Telemontecarlo, 1993)
- La Spesa di Wilma (Telemontecarlo, 1993-1994 Cinquestelle, Odeon TV, 1996)
- Canzoni sotto l'albero (Canale 5, 1995) Giudice
- Wilma… e contorni (Cinquestelle, Odeon TV, 1996)
- Due come noi (Telemontecarlo, 1997)
- Ci vediamo in TV (Rai 2, 1997-1999)
- Sabato 4 (Rete 4, 1998)
- Alle due su Rai 1 (Rai 1, 1999-2000)
- Mezzogiorno in famiglia (Rai 2, 2005) Cura uno spazio dedicato alla cucina
- Domenica in (Rai 1, 2010-2011) Opinionista

## Radio
- Canzonissime dell'altro ieri (Rai Radio Uno, 17 febbraio 1960)
- È ora l'Orchestra! (Rai Radio Uno, 1976)

## Filmografia

### Cinema
- Femmine contro maschi, regia di Fausto Brizzi (2011)

### Televisione
- Amigos del martes – serie TV, 1 episodio (1964)
- Biblioteca di Studio Uno: la storia di Rossella O'Hara (1964)
- I promessi sposi – miniserie TV (1989)
- Un giorno fortunato, regia di Massimo Martelli – miniserie TV (1997)
- Gian Burrasca, regia di Maurizio Pagnussat – film TV (2002)